# Pier Giorgio Chiappero

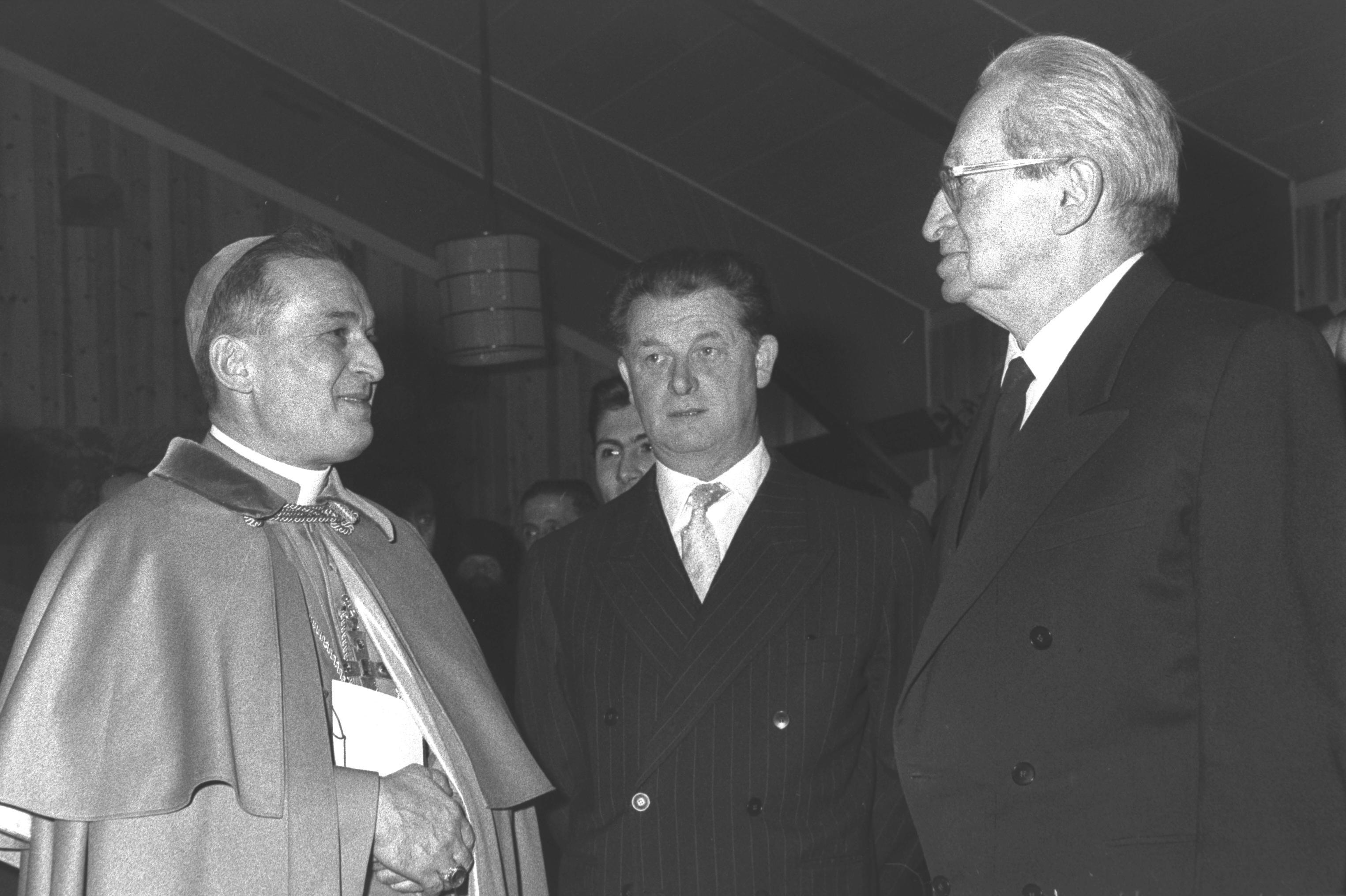
Pier Giorgio Chiappero (links) mit Jizchak Ben Zwi (1959)

Pier Giorgio Chiappero OFM (* 10. März 1910 in Turin; † 15. Juli 1963) war ein italienischer römisch-katholischer Ordensgeistlicher und Weihbischof im Lateinischen Patriarchat von Jerusalem.

## Leben
Pier Giorgio Chiappero trat der Ordensgemeinschaft der Franziskaner bei und empfing am 18. Mai 1940 das Sakrament der Priesterweihe.
Am 31. August 1959 ernannte ihn Papst Johannes XXIII. zum Titularbischof von Cibyra und zum Weihbischof im Lateinischen Patriarchat von Jerusalem. Der Erzbischof von Turin, Maurilio Kardinal Fossati OSSGCN, spendete ihm am 25. Oktober desselben Jahres die Bischofsweihe; Mitkonsekratoren waren der Bischof von Diano-Teggiano, Felicissimo Stefano Tinivella OFM, und der Bischof von Digne, René-Fernand-Bernardin Collin OFM.
Pier Giorgio Chiappero nahm an der ersten Sitzungsperiode des Zweiten Vatikanischen Konzils teil.